# Hans-Hermann Graf von Schweinitz und Krain
Hans-Hermann Graf von Schweinitz und Krain Freiherr von Kauder (* 21. Juli 1883 in Liebenburg; † 4. März 1959 in Hamburg) war ein deutscher Marineoffizier, zuletzt Konteradmiral der Kriegsmarine im Zweiten Weltkrieg.

## Karriere

### Kaiserliche Marine und Erster Weltkrieg
Schweinitz trat am 10. April 1901 als Seekadett in die Kaiserliche Marine ein. Er absolvierte die Grundausbildung und anschließend die Basisausbildung bis zum 31. März 1902 auf der als Schulschiff genutzten Gedeckten Korvette Stein. Daraufhin kam er zur weiteren Ausbildung an die Marineschule in Flensburg-Mürwik und wurde am 22. April 1902 zum Fähnrich zur See ernannt. Ab dem 1. Oktober 1903 versah Schweinitz Dienst auf dem Einheitslinienschiff Zähringen und wurde am 29. September 1904 zum Leutnant zur See befördert. Am 1. Oktober wurde er der II. Matrosendivision als Kompanieoffizier zugeteilt. Vom 26. April 1907 bis zum 14. Juni 1907 befand er sich auf dem Transfer nach Tsingtau in der deutschen Kolonie Kiautschou. Auf dieser Reise wurde er am 27. April 1907 zum Oberleutnant befördert. Es folgten drei Verwendungen als Wachoffizier auf verschiedenen Schiffen des deutschen Ostasiengeschwaders, zunächst bis zum 25. Februar 1909 auf dem Kleinen Kreuzer Leipzig, dann bis zum 6. April 1909 auf dem Panzerkreuzer Fürst Bismarck und schließlich bis zum 30. April 1909 auf dem Kanonenboot Tiger. Im Anschluss erfolgte die Rückreise nach Deutschland von Shanghai aus bis zum 13. Juni 1909 und danach eine Verwendung als Kompanieoffizier innerhalb der II. Werftdivision bis zum 10. Mai 1910. Vom 31. Mai 1910 an war Schweinitz dann erneut als Wachoffizier kommandiert, diesmal zunächst auf das Linienschiff Posen bis zum 30. September 1911 und danach auf die kaiserliche Yacht Hohenzollern bis zum 31. Juli 1914. In diese Zeit fiel am 18. November 1912 die Beförderung zum Kapitänleutnant sowie ein Schulungsaufenthalt an der Marineschule Mürwik. Gleichfalls diente Schweinitz in seinem ersten Jahr auf der Hohenzollern zusammen mit dem späteren Großadmiral Raeder, zu dieser Zeit Navigationsoffizier auf dem Schiff.
Ab dem 1. August 1914 wurde Schweinitz als Signaloffizier innerhalb des Stabes der Kommandantur des Marinestützpunkts in Cuxhaven eingesetzt. Am 1. Mai 1915 wechselte er als Navigationsoffizier auf den Kleinen Kreuzer Rostock. Mit dem Schiff nahm Schweinitz an der Skagerrakschlacht teil und musste gleichfalls am 1. Juni 1916 mit der übrigen Besatzung auf Torpedoboote überwechseln, als die Rostock wegen eines Torpedotreffers manövrierunfähig wurde und im Anschluss versenkt werden musste. Bereits am 5. Juni wurde Schweinitz erneut eingesetzt und diente bis zum 31. Juli 1918 als Navigationsoffizier auf verschiedenen Schiffen, so auf den Kleinen Kreuzern Regensburg, Stettin, Danzig und Emden. Ab dem 1. August 1918 absolvierte er das U-Boottraining an der U-Bootschule in Neustadt in Holstein, bevor er ab dem 8. Oktober in den Stab der Marinestation der Ostsee kommandiert wurde. In dieser Funktion erlebte er das Kriegsende.

### Reichsmarine und Kriegsmarine

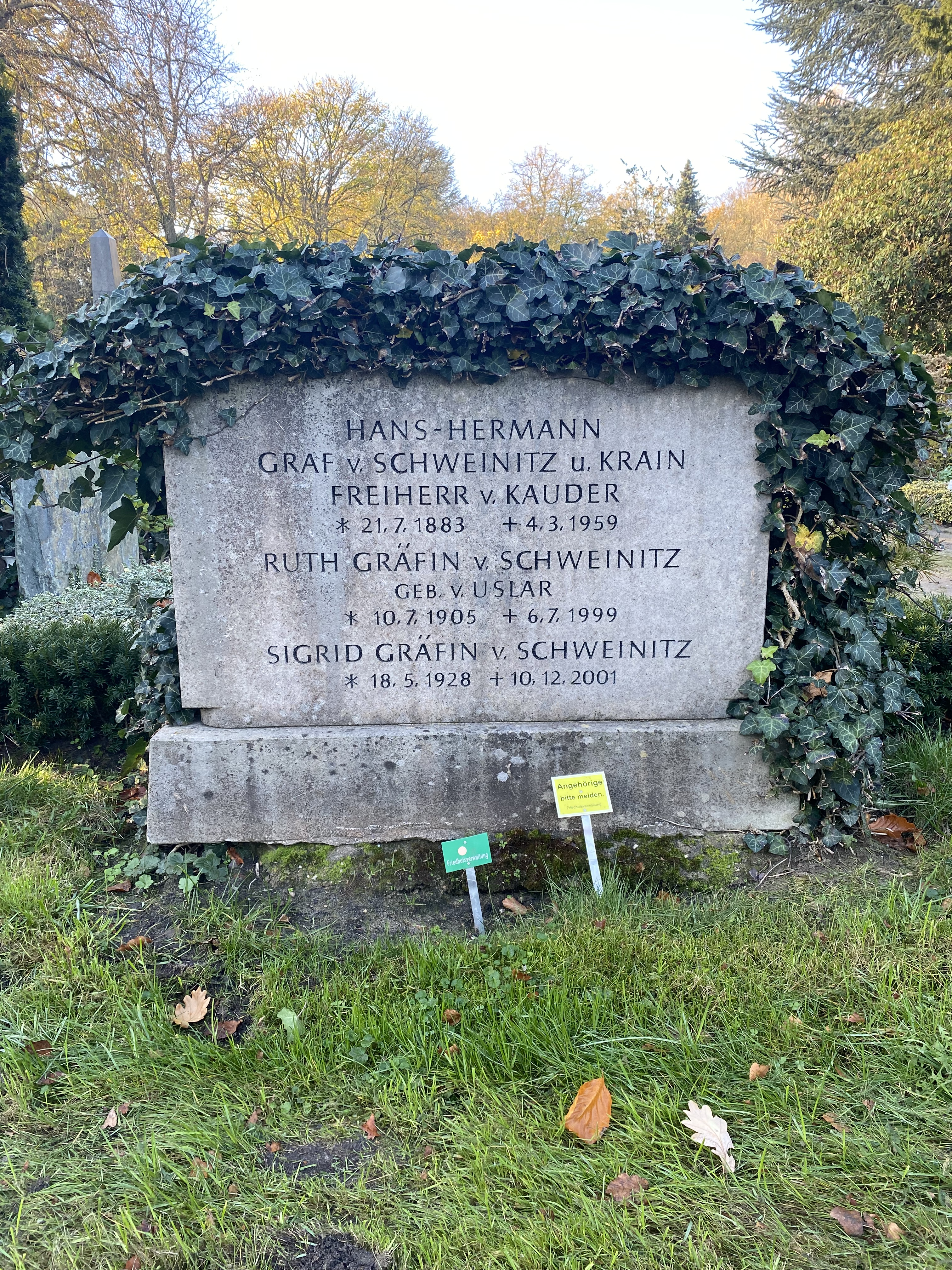
Grabstätte

Ab dem 29. März 1919 wurde Schweinitz als Adjutant zum Inspekteur der Marine-Ausbildungswesens kommandiert und war gleichzeitig als Verbindungsoffizier der Marinegruppe der Deutschen Friedenskommission zugeteilt. Am 8. März 1920 wurde Schweinitz zum Korvettenkapitän befördert. Ab dem 1. April 1921 durchlief er verschiedene Funktionen und wurde dann ab dem 1. Oktober 1921 Kommandeur der Küstenwehrabteilung IV (Cuxhaven). Ab dem 13. November 1924 war er als Verbindungsoffizier der Reichsmarine dem Wehrkreiskommando VI in Münster zugeteilt. Am 29. September 1926 wurde er nach Beförderung zum Fregattenkapitän am 1. Oktober 1926 zum Kommandanten der Marinefestungsbereiche an den Weser- und Elbmündungen ernannt und schied schließlich am 30. September 1931 als charakterisierter als Konteradmiral aus der Reichsmarine aus.
Am 1. Januar 1934 wurde Schweinitz in das L-Offizierkorps übernommen und erhielt eine Dienststellung als Leiter der Druckerei innerhalb der Verwaltung der Reichsmarine. Am 11. Januar 1936 erfolgte die Überstellung zur Kriegsmarine.
Am 1. Januar 1941 wurde Schweinitz als Offizier im Dienstgrad Konteradmiral in der Kriegsmarine reaktiviert. Er übernahm den Dienstposten des Kommandanten der Seeverteidigung V (Ukraine) vom 11. Oktober bis zum 2. November 1941 und anschließend bis zum 31. März 1943 die gleiche Funktion im Abschnitt U (Krim). Vom 1. April bis zum 30. Juni 1943 stand Schweinitz zur Verfügung des Oberbefehlshabers des Marineoberkommandos Ost und stand danach zur Verfügung der Kriegsmarine, wurde aber nicht mehr aktiviert. Vom 28. November 1945 bis zum 15. Oktober 1947 war Schweinitz dann Kriegsgefangener der Briten, die ihn unter anderem im Gefangenenlager Special Camp XI inhaftierten.
Hans-Hermann von Schweinitz ruht auf dem Alten Niendorfer Friedhof in Hamburg. Die Grabstätte ist verwaist.

### Auszeichnungen (Auswahl)
- Roter Adlerorden 4. Klasse
- Eisernes Kreuz (1914) II. und I. Klasse
- Medaille Winterschlacht im Osten 1941/42
- Dienstauszeichnung (Wehrmacht), DA IV bis DA I
- Ehrenkreuz für Frontkämpfer
- Eiserner Halbmond (türk.)
- Sankt-Stanislaus-Orden, 3. Klasse (russ.)
- Erlöser-Orden, Offizierskreuz (griech.)